# 세상에서 가장 어려운 사랑
《세상에서 가장 어려운 사랑》(일본어: 世界一難しい恋)는 2016년 4월 13일부터 6월 15일까지 닛폰 TV 계열에서 매주 수요일 22:00 ~ 23:00 (〈수요드라마〉 시간대)에 방송된 텔레비전 드라마이다. 주연은 오노 사토시.

## 캐스트
- 사메지마 레이지 (34) - 오노 사토시
- 시바야마 미사키 (25) - 하루
- 무라오키 마이코 (35) - 코이케 에이코
- 미우라 이에야스 (23) - 코타키 노조무 (쟈니즈WEST)
- 호리 마히로 (23) - 시미즈 후미카
- 에비마 타이요 (39) - 니시호리 료 (머신건즈)
- 마루타 준 (32) - 와카바야시 마코토
- 마츠와카 사사히로 (28) - 후다우치 코타
- 이시가미 카츠노리 (52) - 스기모토 텟타
- 시라하마 고로 (39) - 마루야마 토모미
- 오토나시 시즈오 (45) - 미야케 히로키
- 와다 히데오 (46) - 키타무라 카즈키

## 스태프
- 각본 - 카네코 시게키
- 치프 프로듀서 - 마츠오카 이타루
- 프로듀서 - 하제야마 히로코, 아키모토 타카시
- 연출 - 나카지마 사토루, 스가와라 신타로, 마루야 슌페이
- 주제가 - 아라시 〈I seek〉 (제이 스톰)
- 제작 협력 - 오피스 크레셴도
- 제작 저작 - 닛폰 TV

## 방송 일자
| 각 화                                                       | 방송일          | 부제                                                                              | 연출            | 시청률 |
| ----------------------------------------------------------- | --------------- | --------------------------------------------------------------------------------- | --------------- | ------ |
| 제1화                                                       | 2016년 4월 13일 | 연애 편차치 최저의 세레브 사장이 한눈에 반하다! 상냥한 거짓말로 그녀에게 프로포즈 | 나카지마 사토루 | 12.8%  |
| 제2화                                                       | 4월 20일        | 삐뚤어진 사장의 첫사랑은 난관 속출…지향해 그릇이 큰 남자! 개 산책으로 구애        | 나카지마 사토루 | 12.9%  |
| 제3화                                                       | 4월 27일        | 삐뚤어진 사장이 신인에게 너무 부끄러운 고백 연애 스위치 온의 비책이란             | 나카지마 사토루 | 13.1%  |
| 제4화                                                       | 5월 4일         | 연애 스승의 필승 지령으로 일박 여행… 마침내 사랑의 고백으로 새하얀 머릿속         | 스가와라 신타로 | 12.2%  |
| 제5화                                                       | 5월 11일        | 드디어 커플로!? 연애 스킬 총동원으로 애타게 기다리는 최종 회답                    | 나카지마 사토루 | 11.5%  |
| 제6화                                                       | 5월 18일        | 첫사랑 성취로 바보 커플 탄생! 비극의 댄스 파티…한밤중에 통하는 마음               | 마루야 슌페이   | 11.7%  |
| 제7화                                                       | 5월 25일        | 숙박 데이트 최고의 키스!? 순정 남자 마음으로 파국의 대위기                        | 나카지마 사토루 | 13.0%  |
| 제8화                                                       | 6월 1일         | 새로운 사랑은 발바닥 위 손 평온 비서? 불량 아버지 가르치는 진심                   | 나카지마 사토루 | 12.1%  |
| 제9화                                                       | 6월 8일         | 단념할 수 없는 사랑과 꿈… 우연 재회로 최고의 프러포즈                             | 스가와라 신타로 | 13.0%  |
| 최종화                                                      | 6월 15일        | 최종회 놀라운 전개! 결혼할 수 있다? 초조한 사장 최후의 위기                       | 나카지마 사토루 | 16.0%  |
| 평균 시청률 12.9% (시청률은 칸토 지구·비디오 리서치사 조사) |                 |                                                                                   |                 |        |

- 첫회·최종회 10분 확대 (22:00 ~ 23:10).